# Дипразеодимгептадекакобальт
Дипразеодимгептадекакобальт — бинарное неорганическое соединение
празеодима и кобальта
с формулой Co17Pr2,
кристаллы.

## Получение
- Сплавление стехиометрических количеств чистых веществ:

{\displaystyle {\mathsf {2Pr+17Co\ {\xrightarrow {1271^{o}C}}\ Pr_{2}Co_{17}}}}

## Физические свойства
Дипразеодимгептадекакобальт образует кристаллы
тригональной сингонии,
пространственная группа R 3m,
параметры ячейки a = 0,8436 нм, c = 1,2276 нм, Z = 3,
структура типа диторийгептадекацинка Zn17Th2
.
Соединение образуется по перитектической реакции при температуре 1271°C.